# Bathyphantes gracilipes
Bathyphantes gracilipes är en spindelart som beskrevs av van Helsdingen 1977. Bathyphantes gracilipes ingår i släktet Bathyphantes och familjen täckvävarspindlar. Inga underarter finns listade.